# Hőgyész
Hőgyész es un pueblo ubicado en el distrito de Tamási, en el condado de Tolna, Hungría.

## Superficie
Posee una superficie de 37,15 kilómetros cuadrados.

## Demografía
Hasta 2019 la población era de 2761 habitantes, con una densidad de población de 74,32 habitantes por kilómetro cuadrado.